# Junya Tanaka
Junya Tanaka (n. 15 iunie 1987) este un fotbalist japonez.

## Statistici
| Japonia | Japonia | Japonia |
| An      | Meciuri | Goluri  |
| ------- | ------- | ------- |
| 2012    | 1       | 0       |
| 2013    | 0       | 0       |
| 2014    | 3       | 0       |
| Total   | 4       | 0       |